# Indopacifisk øresvin
Det indopacifiske øresvin (Tursiops aduncus) er en delfinart, der udbredt i Det Indiske Ocean og i det vestlige Stillehav. Den ligner øresvinet, men er generelt mindre med et relativt længere næb og med pletter på dele af kroppens underside. Den har desuden flere tænder – 23 til 29 tænder i begge sider af hver kæbe mod  21 til 24 hos øresvinet.

## Udbredelse
Det indopacifiske øresvin er udbredt fra kysten ud fra Sydafrika i vest langs randen af Det Indiske Ocean (inklusiv Rødehavet, Den Persiske Bugt og Det Malajiske Arkipelag så langt østpå som Salomonøerne og muligvis Ny Kaledonien) til det sydlige Japan og sydøstlige Australien i øst. Inden for dette område findes den også på øer fjernt fra større landmasser.